# Gare de Pont-Remy
La gare de Pont-Remy est une gare ferroviaire française de la ligne de Longueau à Boulogne-Ville, située sur le territoire de la commune de Pont-Remy, dans le département de la Somme, en région Hauts-de-France.
Elle est mise en service en 1847 par la Compagnie du chemin de fer d'Amiens à Boulogne, avant de devenir une gare de la Compagnie des chemins de fer du Nord.
C'est une halte de la Société nationale des chemins de fer français (SNCF), desservie par des trains régionaux du réseau TER Hauts-de-France.

## Situation ferroviaire
Établie à 8 mètres d'altitude, la gare de Pont-Remy est située au point kilométrique (PK) 166,739 de la ligne de Longueau à Boulogne-Ville, entre les gares ouvertes de Longpré-les-Corps-Saints et d'Abbeville (s'intercalent, depuis Amiens, l'ancienne gare de Longpré, ainsi que les gares fermées de Long-Le Catelet et de Fontaine-sur-Somme).

## Histoire
La « station de Pont-Remy » est mise en service le 15 mars 1847 par la Compagnie du chemin de fer d'Amiens à Boulogne, lorsqu'elle ouvre à l'exploitation la section d'Amiens à Abbeville. « Pont-Remy » est alors la cinquième station après Amiens, entre Longpré-les-Corps-Saints et Abbeville.
En 1851, elle devient une gare de la Compagnie des chemins de fer du Nord, lorsque celle-ci accepte une fusion absorption avec la compagnie primitive, qui ne peut résister à la concurrence de sa grande rivale.
Elle fut, le 22 avril 1903, le théâtre de l'arrestation mouvementée de la « bande à Jacob », un trio d'anarchistes (Alexandre Marius Jacob, Pélissard, Félix Bour), au cours de laquelle l'agent Anquier trouva la mort.
Depuis les années 2000, l'ancien bâtiment voyageurs, est inutilisé.
En 2019, la SNCF estime la fréquentation annuelle de la gare à 16 813 voyageurs, contre 14 120 en 2018, 17 400 en 2017, 17 224 en 2016 et 17 444 en 2015.

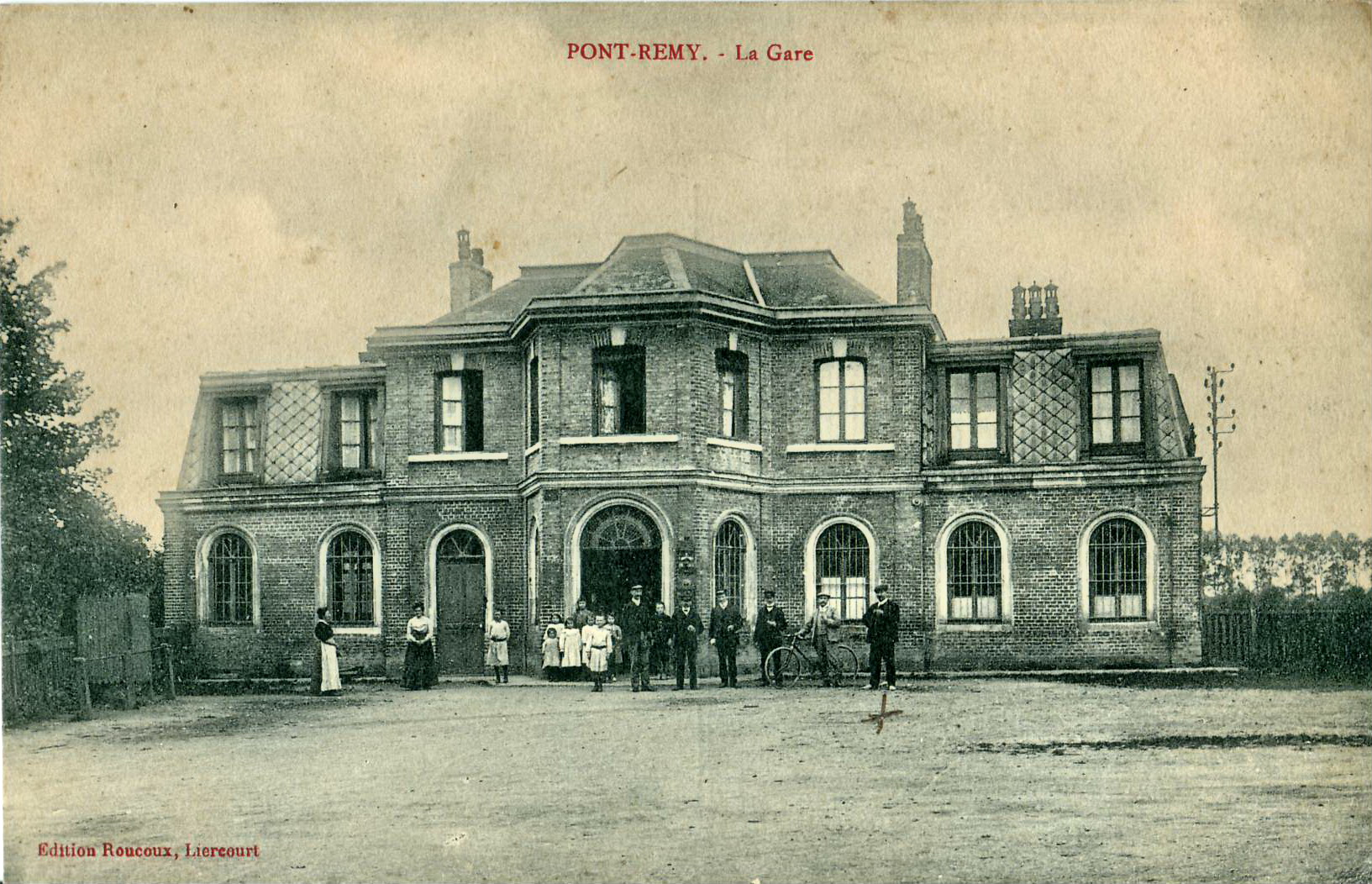
Le bâtiment voyageurs, vers 1900…
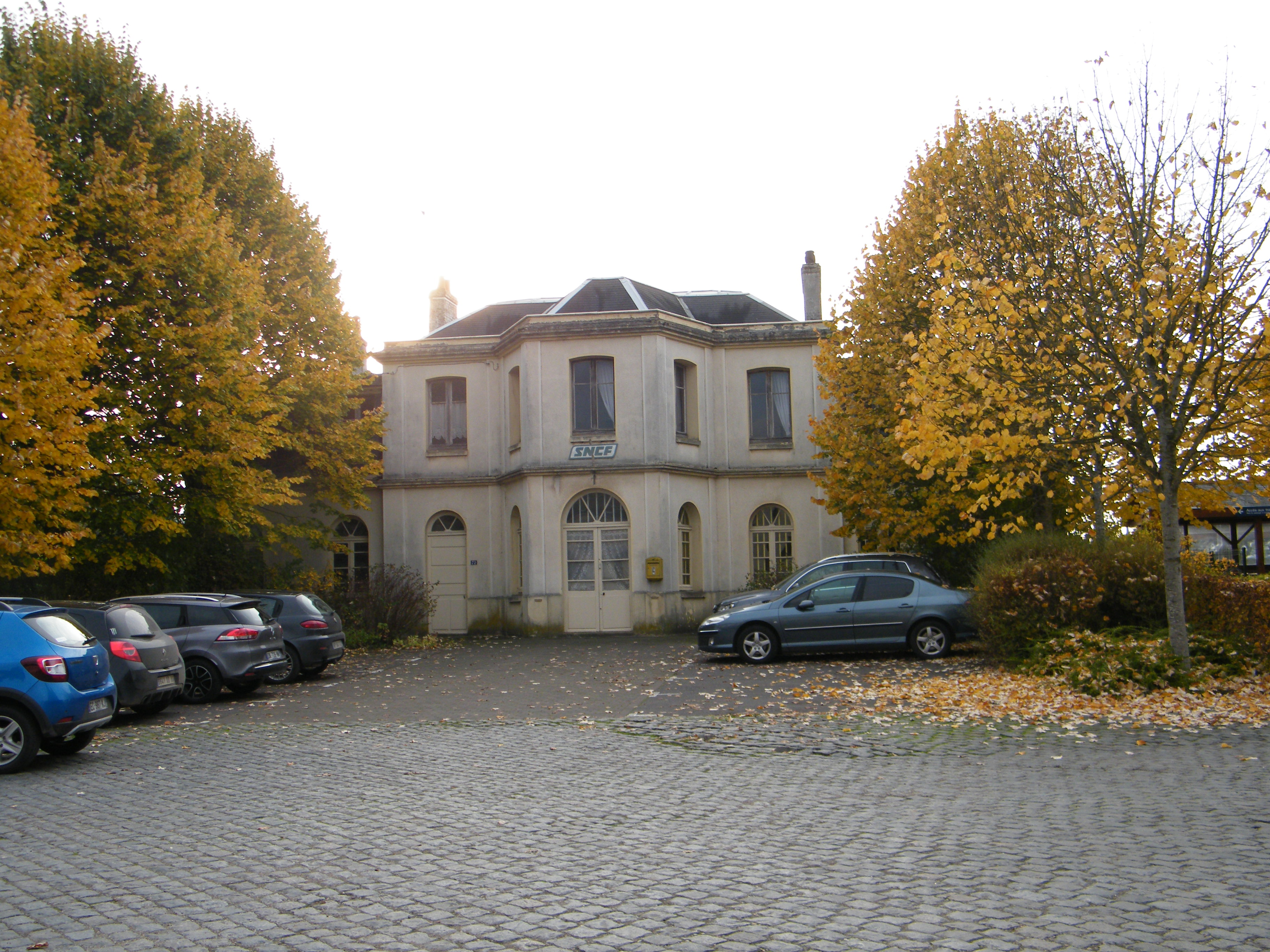
… et en 2016.

## Service des voyageurs

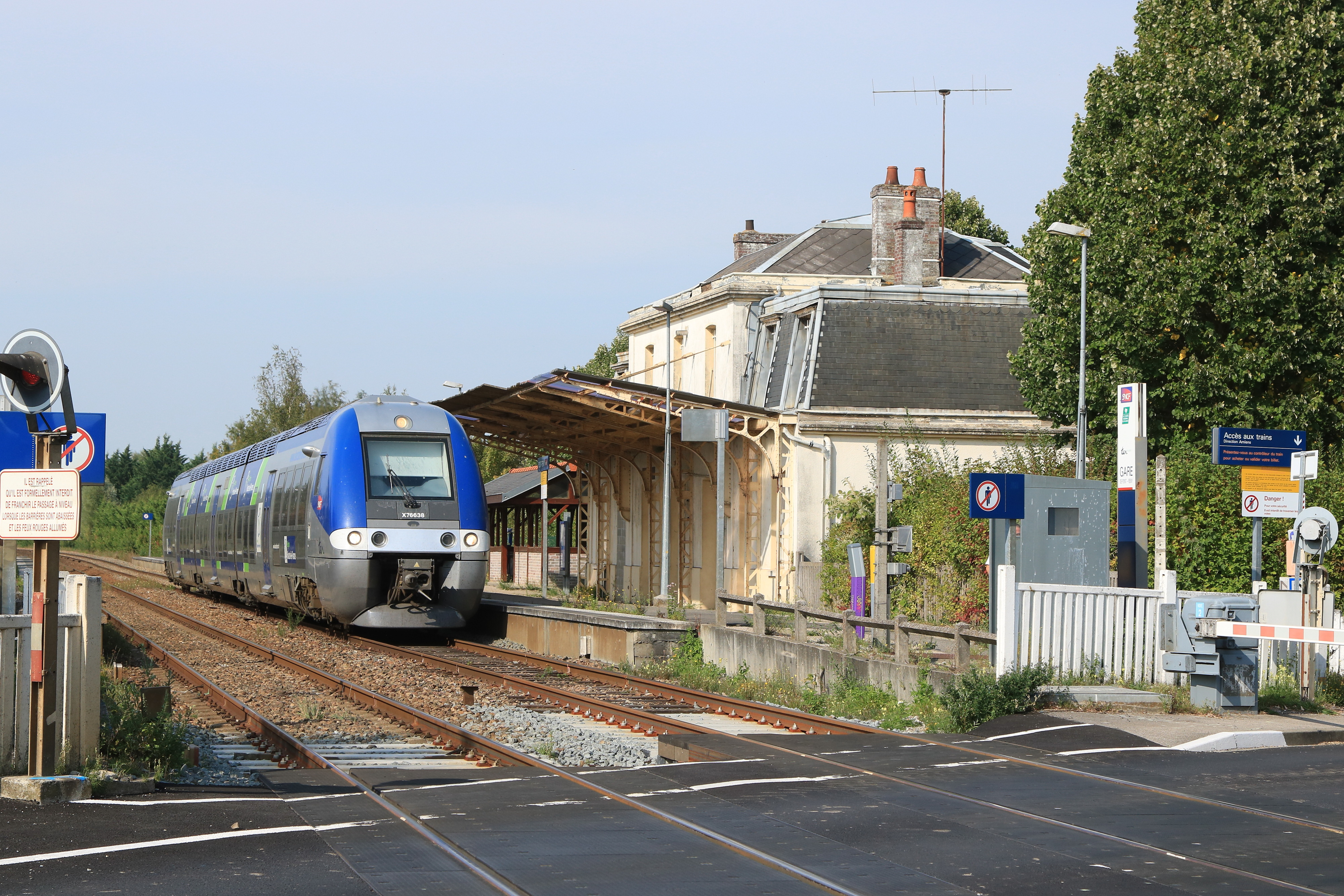
Un XGC dessert la gare.

### Accueil
Halte de la SNCF, Pont-Remy est un point d'arrêt non géré (PANG), à accès libre.
La traversée des voies et le passage d'un quai à l'autre s'effectuent par le passage à niveau routier, à proximité de l'ancien bâtiment voyageurs.

### Desserte
Pont-Remy est desservie par des trains omnibus TER Hauts-de-France. Ils effectuent des missions entre les gares d'Abbeville et d'Amiens, voire d'Albert (ligne P21).

### Intermodalité
Le stationnement des véhicules est possible devant l'ancien bâtiment voyageurs.

## Patrimoine ferroviaire
Le bâtiment voyageurs, à l'abandon, était à l'origine identique à celui de la gare de Picquigny. Un bâtiment plus bas, que l'on retrouvait également à Picquigny, se trouvait sur le quai opposé.
Durant l'entre-deux-guerres, ces deux édifices étaient dotés d'une marquise en fer recouvrant les quais ; celle du bâtiment principal est toujours présente, tandis que l'autre bâtiment a disparu. Le bâtiment voyageurs a vu ses ailes latérales surhaussées par une toiture mansardée ; sa façade est depuis couverte d'enduit.